# Pesa Swing
PESA 120Na SWING - марка трамваю, що виробляють в Польщі. Це 100% низькопідлоговий п’ятисекційний трамвай на основі моделі 120N.
Першою компанією, що замовила трамваї PESA 120Na Swing, був варшавський трамвай, який замовив 186 одиниць. 

## Використання
| Країна   | Місто       | Мережа                   |  | Придбані одиниці        |
| -------- | ----------- | ------------------------ |  | ----------------------- |
| Польща   | Бидгощ      | Бидгощський трамвай      |  | 33                      |
| Польща   | Гданськ     | Гданський трамвай        |  | 35                      |
| Польща   | Лодзь       | Лодзинський трамвай      |  | 34                      |
| Польща   | Щецин       | Щецинський трамвай       |  | 28                      |
| Польща   | Торун       | Торунський трамвай       |  | 23 з 28                 |
| Польща   | Варшава     | Варшавський трамвай      |  | 180 + 6 Duo             |
| Болгарія | Софія       | Софійський трамвай       |  | 38                      |
| Угорщина | Сегед       | Сегедський трамвай       |  | 9                       |
| Румунія  | Клуж-Напока | Трамвай у Клуж-Напока    |  | 4                       |
| Румунія  | Ясси        | Ясський трамвай          |  | 10 ((із 16 замовлених)) |
| Росія    | Калінінград | Калінінградський трамвай |  | 1                       |